# Angelo Temellini
Angelo Temellini (Recco, 7 marzo 1974) è un ex pallanuotista e allenatore di pallanuoto italiano.

## Carriera
In carriera ha conquistato uno scudetto con Savona, squadra con la quale ha alzato al cielo anche una Coppa LEN. Dal 1991 al 1997 ha indossato la calottina della Pro Recco, dove vinse diversi titoli a livello giovanile. Con la nazionale ha vinto la medaglia d'oro agli europei di Vienna 1995 ed un mondiale juniores. 
Dopo il ritiro ha iniziato la carriera da allenatore, guidando prima Sori e poi Camogli.
Nel 2023 ha vinto con il Camogli il campionato portando la sua squadra in A1 dopo moltissimi anni di assenza. Nel 2024 ha concluso il suo contratto con il Camogli per divergenze di visione. 

## Palmarès

### Club
- Campionato italiano: 1

Savona: 2004-05
- LEN Euro Cup: 1

Savona: 2004-05

### Nazionale
- Europei

Vienna 1995: 
- Mondiali giovanili

Il Cairo 1993: 